# 鲑鱼疱疹病毒1型
鲑鱼疱疹病毒1型（學名：Salmonid herpesvirus 1, SalHV-1）是異皰疹病毒科鮭魚皰疹病毒屬的一種病毒，以虹鱒為宿主，最早於1978年在美國華盛頓州的虹鱒身上發現，1986年又在加州的虹鱒身上分離出此病毒。此病毒造成的感染症狀較同屬另一種病毒鮭魚皰疹病毒2型（SalHV-2）的輕微許多。